# Héloïse Martin
Pour les articles homonymes, voir Martin.
Héloïse Martin est une actrice française, née le 27 juin 1996 à Châteaugiron (Ille-et-Vilaine).

## Biographie

### Enfance et formation
Héloïse Martin, originaire de Châteaugiron en Ille-et-Vilaine, commence son parcours artistique avec le film Qu'est-ce qu'on va faire de toi ? qui retrace la vie de Michel Drucker. Après avoir décroché son baccalauréat avec une spécialisation en cinéma et audiovisuel, elle s'installe à Paris afin d'y poursuivre sa carrière d'actrice.

### Carrière
Héloïse Martin obtient ensuite quelques petits rôles grâce au studio Bagel, une société de production qui œuvre pour la télévision et essentiellement sur Canal+ avant d'être finalement choisie par Alexandre Castagnetti pour interpréter le rôle principal dans Tamara, sorti en 2016. Pour le rôle, la jeune comédienne a dû prendre douze kilos. En 2017, une suite de Tamara, intitulée Tamara Vol.2, est confirmée. Le film sort en salles le 4 juillet 2018.
À l'automne 2018, elle participe à la neuvième saison de l'émission Danse avec les stars sur TF1, aux côtés du danseur Christophe Licata, et termine quatrième de la compétition. Durant la diffusion de cette saison, elle est visée par des commentaires grossophobes sur les réseaux sociaux,.
En février 2024, elle publie sur son compte Instagram que, pendant plusieurs mois à l’âge de 9 ans, elle a été victime d'inceste de la part d’un oncle. Le mois suivant, la bande dessinée Les Yeux fermés, inspirée de son enfance et des viols qu'elle a subis, paraît chez Dupuis,,.

### Vie privée
Le 30 juillet 2022, Héloïse Martin donne naissance à une fille prénommée Rose.
Le 20 juin 2024, elle met au monde un garçon prénommé Charlie.

## Filmographie

### Cinéma

#### Longs métrages
- 2016 : Tamara d'Alexandre Castagnetti : Tamara Charpentier
- 2018 : Tamara Vol.2 d'Alexandre Castagnetti : Tamara Charpentier

#### Courts métrages
- 2014 : La Lettre : Nina
- 2018 : Je suis un partage de Baptiste Magontier : elle-même
- 2019 : Dernière Ligne droite d'Arnaud Mizzon : Marion
- 2020 : Royal : princesse Margot
- 2020 : Portrait de famille
- 2022 : La Débandade de Fanny Dussart
- 2024 : Le Roi du silence d’elle-même

### Télévision
- 2012 : Qu'est-ce qu'on va faire de toi ? de Jean-Daniel Verhaeghe : Anita
- 2020 : Alice Nevers (saison 17, épisode 4 Rumeurs) : Diane Morand
- 2020 : Grand Hôtel, mini-série de Yann Samuell et Jérémy Minui : Stella Luccioni
- 2022 : Enquête à cœur ouvert, mini-série de Frank Van Passel : Océane
- 2024 : Camping Paradis (saison 14, épisode 6 : Deux cheffes au Paradis) : Sybille

## Émissions de télévision
- 2018 :  Saison 9 de Danse avec les stars (TF1) : candidate
- 2019, 2020 et 2025 : Fort Boyard (France 2) : candidate
- 2020 : Stars à nu (TF1) : participante
- 2021 : District Z (TF1) : candidate
- 2025 : Fort Boyard (France 2) : candidate

## Théâtre
- 2017-2019 : La Nouvelle, au théâtre de Paris, avec Richard Berry

## Publication
- Avec Baptiste Magontier (ill. Valentine de Lussy), Les Yeux fermés, Dupuis, mars 2024, 105 p. (ISBN 978-2-8085-0327-3)